# Acropentias
Acropentias is een geslacht van vlinders van de familie grasmotten (Crambidae), uit de onderfamilie Spilomelinae.

## Soorten
- A. aureus Butler, 1878
- A. calligalis Snellen, 1898
- A. papuensis Hampson, 1919
- A. serratalis Hampson, 1900